# 히와촌
히와촌(日貫村)은 시마네현 오치군에 있던 촌이다. 현재의 오난정의 일부에 해당한다.